# Čierná voda (přítok Uhu)
Čierná voda je kanalizovaný vodní tok na východě Slovenska, v okrese Michalovce, ve Východoslovenské nížině. Je dlouhý 23,5 km a je pravostranným přítokem řeky Uh.

## Historie
Původní řeka měla vodní tok dlouhý 41 km a plochu povodí 763 km². Vznikla soutokem několika vodních toků, které pramenily v pohoří Vihorlat, v oblasti dnešní Zemplínské Šíravy. Byla jednou z hlavních příčin častých záplav, které působila nejen tato řeka, ale i řeky Laborec, Uh, Latorica a Tisa. V době, kdy už tyto toky byly naplněny a nestačily přibírat další vodu z přítoků, došlo k zajímavému jevu. V přítocích začala voda proudit opačným směrem, jejich koryta se naplnila a voda se vylila z břehů do okolí.
Regulace této řeky začala už v 19. století v obci Senné, kde byla postavena soustava rybníků. Některé její dřívější přítoky ústí do Zemplínské Šíravy.

## Popis
Vytéká ze Zemplínské Šíravy u obce Lúčky společně s Kusínským kanálem, se kterým chvíli teče rovnoběžně mez i obcemi Lúčky a Závadka. Výtok je regulován. Tok směřuje na jih, zleva přibírá Kusínský kanál (soutok v 100,6 m n. m.), protéká kolem obce Blatné Revištia, obloukem se stáčí na jihozápad a zprava přibírá Blatský kanál. Protéká okrajem soustavy Senianských rybníků, které napájí. Zprava přibírá Iňačovský kanál a u obce Senné zleva přibírá nejvýznamnější přítok říčku Oknu. Za obcí Senné přibírá z pravé strany potok Prielavka (98 m n. m.) a opět se stáčí na jih, kde teče kolem obcí Stretava a Stretavka. Jižně od obce Stretavka se vlévá zprava do řeky Uh. V obci Stretavka je přečerpávací stanice, která přečerpává část vody do řeky Laborec.
Řeka protéká chráněným územím Senianských rybníků a Stretavky.